# Laudes regiae
Die laudes regiae (lateinisch für „Lobpreisungen des Königs“), auch laudes Hincmari (nach Hinkmar von Reims), stellen seit etwa 750 eine Sonderform der abendländischen Akklamationen dar, in der Huldigungsrufe auf Christus, Heilrufe auf die Herrscher und Bittrufe an die Heiligen vereinigt sind. Die laudes regiae entstammen dem fränkischen Reich und wurden in der Liturgie an Hochfesten zu Ehren der geistlichen und weltlichen Herrscher gebraucht. Eine Sonderform stellen die einst dem römisch-deutschen Kaiser vorbehaltenen laudes imperiales dar, deutsch Kaiserlaudes genannt, wie sie heute noch jährlich beim Karlsamt in Frankfurt bzw. Karlsfest in Aachen gesungen werden. In unregelmäßigen Abständen werden die laudes regiae auch heutzutage in besonderen Pontifikalämtern und Papstmessen gesungen. An mittelalterlichen Formularen sind überliefert:
- 30 französische
- 22 deutsche
- 10 gallo-fränkische
- 10 fränkisch-römische
- vier englische
- vier dalmatische
- ein sizilianisches

Hinzu kommen noch die für die Kaiserkrönung und die feierlichen Papstgottesdienste verwendeten Kurzformen. In der Papstkrönungszeremonie hatten die laudes regiae bis zum Zweiten Vatikanischen Konzil ihren Platz. Seit etwa 1880 wurden sie auch in zahlreichen Klöstern und Kathedralen nach alten Vorbildern wiederbelebt.
Kirchenmusikalisch gesehen ist die Melodie der laudes regiae altgallikanischer Herkunft (vgl. hierzu auch das mozarabische Pater noster, die Lektionstöne der Mailänder Liturgie sowie das Gloria XV im Graduale Romanum). Die Melodie steht im vierten Modus und hat subtonales Gepräge. Der Wechselgesang wurde zwischen zwei Chorgruppen oder Schola und Chor gesungen. Das einleitende Trikolon Christus vincit, Christus regnat, Christus imperat („Christus Sieger, Christus König, Christus Herr in Ewigkeit“), die Invokation Exaudi, Christe („Erhöre uns, Christus“) sowie die Herrscherakklamation haben jeweils Quartenschluss, während die Heiligeninvokation die fallende Quarte mit Sekundenschritten ausfüllen. Auch der abschließende christologische Teil mit seiner meist dreifachen Doxologie hat eine ähnliche subtonale Melodieführung. Die Neumen der frühen Handschriften sind nicht sicher zu entziffern, doch sind seit dem 12. Jahrhundert zahlreiche Melodien unter anderem aus Porto, Soissons, Worcester, Paris, Troyes, Rouen und Palermo erhalten, die bedeutende Varianten aufweisen. Die alte feierliche und wuchtige Melodie wurde bei der Neubelebung wieder aufgenommen. Um 1900 entstand, wohl in Belgien, eine moderne Melodie im fünften Modus. Eine moderne, in Italien und Frankreich beliebte Form stammt von Jan Kunc; ihr einleitendes Trikolon wurde zum Pausenzeichen von Radio Vatikan.